# Trincadour
Trincadour (du portugais troingador) est un type de petit voilier côtier à fond plat, non ponté, avec une proue relevée, équipés de deux ou trois voiles au tiers ou de voiles latines. Au XVIIIe et au début du XIXe siècle, ces voiliers étaient courants dans le golfe de Gascogne, bien qu'ils se rencontraient souvent en Méditerranée.  

## Usage militaire et mention historique
La marine française de l'époque en avait plusieurs construites pour être utilisées comme canonnières. 
Le 24 février 1801, HMS Speedy s'empare du brick français Caroline, de quatre canons, qui transportait des munitions de Gênes à Alexandrie. Les archives françaises indiquent que Caroline était une biscayenne ou un trincadour commandée à Lorient en juin 1798, avec un équipage de 24 hommes. Elle était à l'origine armée d'un obusier de 36 livres. Elle avait été envoyée d'Égypte et avait été capturée dans la baie de Tunis.  